# Guillem Ramon de Gironella
Guillem Ramon de Gironella (fl. XIII secolo) è stato un trovatore catalano del XIII secolo.
La sua poesia, sebbene difficile, è altamente originale ed elogiata per la sua bellezza.
Guillem Ramon era di Gironella, nel Berguedà. Ci sono molte persone che portano il nome "Ramon de Gironella" nei documenti del XII e XIII secolo, ma nessuna altro specificato come "Guillem Ramon". Il trovatore è stato identificato con una persona che reca le iniziali "G.R." incise su una tomba nel monastero di Sant Daniel de Girona, ubicata vicina alla tomba di sua madre, Brunissendis de Gerundella. Se questa identificazione è corretta, allora Guillem Ramon risulterebbe essere il canonico Guillelmus Raimundi de Gerundella, la cui morte viene registrata nei documenti monastici l'8 luglio di un anno sconosciuto. 
Tutta la poesia di Guillem Ramon, quattro lavori in tutto, viene conservata in un unico canzoniere: tre cansos sotto il nome completo Guilem Raimon de Gironela e un partimen con il joglar Pouzet sotto il nome Guilem Raimon. Verso la fine di questo componimento, "Del joi d'amor agradiu", Guillem suggerisce di sottoporlo al giudizio di la de Palau ("quella di Palau"), ma la signora e il Palau a cui si fa riferimento non sono sicuramente identificabili. Il trovatore catalano contemporaneo Cerverí de Girona, nel suo componimento Recepta de xarob, scritto tra il 1260 e il 1285, dice:
La signora Guillemona può essere la de Palau del partimen di Guillem Ramon. Se così, questo stabilirebbe un legame tra l'oscuro Guillem Ramon e il famoso Cerverí, ponendo il precedente in un contesto migliore. 
Un ulteriore riferimento a Cerverí, tuttavia, mette in dubbio l'identificazione del trovatore Guillem Ramon con il canonico. Cerverí, nel suo Testamento (1274), dice che En Poncet è riconoscente al don de Gironella (signore di Gironella), ma Guillem Ramon non era il signore feudale di Gironella né tantomeno un nobiluomo, ma un chierico. Se Cerverí sia stato confuso o Guillem Ramon abbia iniziato la sua carriera ecclesiastica soltanto in tarda età non ci è dato sapere. 
In due delle sue cansos — "Gen m'apareill" e "La clara lutz del bel jorn" — Guillem Ramon celebra una persona per mezzo del senhal (o soprannome) Sobreluenh ("Molto-lontana"), ma se questa sia la sua signora o un amico, come il visconte di Cardona o Cabrera è una questione dibattuta. Ramon Guillem aveva familiarità con il poema Erec ed Enide di Chrétien de Troyes, dato che fa sapere nel "Gen m'apareill":
Scrisse inoltre la canso "Pos l'amors r'ensen".